# Aeroportul William T. Piper Memorial
Aeroportul William T. Piper Memorial (IATA: LHV, ICAO: KLHV, FAA LID: LHV) este un aeroport din Pennsylvania, Statele Unite ale Americii ce deservește zona Lock Haven⁠(d).
Situat la o altitudine de 169 m, aeroportul dispune de 2 piste.

## Infrastructură

### Piste
Aeroportul dispune de 2 piste. Pista 09L/27R are suprafața de asfalt și dimensiunile 3.799 picioare × 75 picioare. Pista 09R/27L are suprafața de Iarbă și dimensiunile 2.179 picioare × 100 picioare. 